# Svîstunove, Șîroke
Svîstunove (în ucraineană Свистунове) este un sat în comuna Rozî Liuksemburh din raionul Șîroke, regiunea Dnipropetrovsk, Ucraina.

## Demografie
Componența lingvistică a localității Svîstunove
     Ucraineană (93,6%)
     Rusă (5,39%)
     Belarusă (1,01%)
Conform recensământului din 2001, majoritatea populației localității Svîstunove era vorbitoare de ucraineană (93,6%), existând în minoritate și vorbitori de rusă (5,39%) și belarusă (1,01%).